# Museo Municipal de Guayaquil
El Museo Municipal de Guayaquil es un museo de Ecuador consagrado a las piezas arqueológicas, objetos y artículos históricos relacionados con la historia guayaquileña. Es considerado como el más importante de la ciudad y uno de los mejores del país. Está ubicado en el centro urbano de la ciudad de Guayaquil (Guayas), en el mismo edificio de la Biblioteca Municipal.
Paralelo a la Biblioteca, Pedro Carbo (en ese entonces Presidente de la Municipalidad), impulsó la creación del Museo Industrial en 1863. Fue el primero que tuvo la ciudad y que años más tarde, (en 1908) se convertiría en el Museo Municipal que conocemos hoy. El paso del Museo Industrial a municipal fue prácticamente una ampliación del espacio que ya existía. 
Por eso, aunque se considera 1908 su año de creación, en realidad el Museo no estaría próximo a cumplir 100 años sino 146. Ello lo ubica como el museo más antiguo del Ecuador, estructurado como tal casi a mediados del siglo XIX.
El museo cuenta con un Auditorio y las siguientes salas: 
- Sala Pre-Hispánica I
- Sala Pre-Hispánica II
- Sala de la Colonia I
- Sala de la Colonia II
- Sala de la Independencia
- Sala de la República
- Sala del Siglo XX
- Sala de los Presidentes
- Sala de Numismática
- Sala Polivalente
- Sala de Arte Sacro
- Sala de Arte Contemporáneo
- Sala de Historia Natural
- Sala de Exposiciones Temporales

## Salón de Julio
Cada año, en el marco de las celebraciones por la fundación de la ciudad, el museo alberga durante un mes el certamen y exposición de pintura Salón de Julio, que se ha venido celebrando de forma anual desde 1959 y que constituye el certamen artístico más importante de la ciudad.

## Fondo Museístico
A la fecha el Museo municipal posee en su fondo museístico cerca de 12.000 piezas que por falta de espacio en su actual ubicación, impide que sean puestas en exhibición. Es el Museo Municipal más grande del país, superando por mucho al Museo Alberto Mena Caamaño de Quito que posee cerca de 5.819 piezas.